# Torpedofangboot-Klasse Typ A III
Als einzige Schiffsklasse wurden diese Boote eigens als Torpedofangboote für die Kriegsmarine im Zweiten Weltkrieg gebaut. Die Konstruktion basierte auf dem Entwurf der Torpedoboote des Typs A-III aus dem Jahr 1916. Von 1941 bis 1944 wurden 24 Boote auf deutschen und niederländischen Werften hergestellt. Sie fanden bei der Ausbildung von U-Boot-Besatzungen Verwendung, einige der Boote wurden 1945 noch im Geleitdienst eingesetzt.

## Entstehung, Bau und technische Daten
Mit der Ausweitung des U-Boot-Krieges und der vermehrten Ausbildung von U-Boot-Besatzungen benötigte die Kriegsmarine zusätzliche Hilfsschiffe, die als Torpedofangboote die Ausbildung unterstützten. Neben bis dahin eingesetzten kleinen Torpedofangbooten kamen zunehmend größere Boote zum Einsatz, insbesondere alte Torpedoboote und Minensuchboote aus dem Ersten Weltkrieg, die für den Fronteinsatz untauglichen Flottenbegleiter sowie erbeutete Torpedoboote und Minensucher aus Polen (siehe Jaskółka-Klasse), Dänemark (siehe Dragen, Hvalen, Laxen), Norwegen (siehe Sleipner-Klasse) und den Niederlanden (siehe Jan-van-Amstel-Klasse und G 16). Darüber hinaus wurden zusätzliche Boote benötigt, um den steigenden Bedarf zu decken.
Dabei wurde auf den bewährten Entwurf des Torpedoboots vom Typ A III, einem speziellen kleineren T-Boot aus dem Ersten Weltkrieg zurückgegriffen, das als Geleit- und Minensuchboot mit Offensivaufgaben konzipiert worden war. Der A III-Entwurf wurde 1941 leicht modifiziert: Die Abmessungen und Leistungsparameter blieben in etwa gleich, nur wurden die Boote primär für den Transport von Torpedos im Rahmen der Ausbildung verwandt und nicht mehr wie im Ersten Weltkrieg im Seekrieg.
Mit der Ausweitung des U-Boot-Krieges wurden die Torpedofangboote 1942 von der Marineführung sogar auf die höchste Priorität bei Reparaturen und Neubauten gesetzt – zusammen mit den U-Booten und noch vor weiteren leichten Seestreitkräften.
Gebaut wurden insgesamt 24 Boote: TF 1 bis TF 8 wurden 1941 und 1942 auf der Deutschen Werft in Hamburg gebaut. Für die weiteren Neubauten wurden Werften in den besetzten Niederlanden herangezogen: TF9 bis TF 12 bei Nederlandse Scheepsbouw Mij., Amsterdam, TF 13, TF 14, TF 19 und TF 20 bei Rotterdamsche Droogdok Mij., Rotterdam, TF 15 bis TF 18 bei Wilton-Fijenoord, Rotterdam, TF 21 und TF 22 bei C. v. d. Giessen & Zn., Krimpen a.d. IJssel sowie TF 23 und TF 24 bei Nederlandsche Dok Mij., Amsterdam.
Die Boote waren 62,00 Meter lang, 6,66 Meter breit und wiesen einen Tiefgang von 2,18 bis 2,40 Meter auf. Die Konstruktionsverdrängung betrug 386 Tonnen, die maximale 489 Tonnen. Die in Hamburg gebauten Boote TF 1 bis TF 8 hatten zwei Sätze Schichau-Turbinen mit 6.000 PS, die folgenden auf niederländischen Werften gebauten Boote zwei Sätze Werkspoor-Turbinen mit ebenfalls 6.000 PS. Die Turbinen wirkten auf zwei Schrauben und erbrachten eine Höchstgeschwindigkeit von 23,5 Knoten. Die Besatzung bestand aus einem Offizier und 60 Mannschaften. Als Bewaffnung waren zwei 20-mm-Flak installiert, auf dem Deckslager konnten 14 Torpedos untergebracht werden.
Weitere vergrößerte Boote des Typs wurden mit den geplanten Bezeichnungen TF 25 bis TF 39 bei der Schichau-Werft in Königsberg bestellt, aber wieder storniert. Im Rahmen der Vereinheitlichung von Schiffsklassen führte die Kriegsmarine 1943 eine Typenbegrenzung ein. Das neue, in Sektionsbauweise herzustellende Minensuchboot 1943 sollte neben einer Minensuchausführung künftig in Varianten auch Aufgaben als U-Jäger, als Torpedoträger sowie als Torpedofangboot übernehmen und damit Nachfolger dieser Boote werden.

## Verwendung der Boote
Ab Ende 1941 wurden die Boote den U-Boot-Schulflottillen in der Ostsee zugeteilt und versahen dort bis kurz vor Kriegsende ihre Aufgabe, verschossene Übungstorpedos zu bergen.
Kurz vor Kriegsende wurden auch Torpedofangboote zum Geleitdienst eingesetzt. Die Boote TF 2, TF 7 und TF 20 wurden zusammen mit den Flottenbegleitern F 2, F 4, F 7, F 8 und F 10 im April 1945 in der 5. Geleitflottille zusammengefasst. Bis Mai 1945 versahen sie bei der Rückführung von Truppen und Zivilbevölkerung aus dem Osten sowie dem Kurland Geleitdienst in der Ostsee.
Darüber hinaus sind weitere Boote ebenfalls im Sicherungsdienst eingesetzt worden. So übernahm TF 10 zusammen mit dem alten Torpedoboot T 196 aus dem Ersten Weltkrieg am 9. Februar 1945 den Geleitschutz für das Passagierschiff Steuben, der mit 2800 verletzten Soldaten, 800 Flüchtlingen und 667 weiteren Personen Pillau verließ und am folgenden Tag von dem sowjetischen U-Boot S-13 versenkt wurde.
Von den 24 Einheiten sanken fünf Boote noch vor Kriegsende. Nach dem Krieg wurden acht Boote beim Deutschen Minenräumdienst eingesetzt und gingen anschließend – wie auch weitere Boote – als Kriegsbeute an die Sowjetunion und die Vereinigten Staaten. Der weitere Verbleib dieser Boote ist meist unklar.

## Liste der Boote
| Kennung | Bauwerft                                       | Stapellauf         | Indienststellung   | Anmerkungen, Verbleib                                                                                                 |
| ------- | ---------------------------------------------- | ------------------ | ------------------ | --- |
| TF 1    | Deutsche Werft, Hamburg                        | .. .. 1941         | 15. September 1941 | 7. Mai 1945 US-Beute, 2. Mai 1946 im Skagerrak versenkt                                                               |
| TF 2    | Deutsche Werft, Hamburg                        | .. .. 1941         | 4. November 1941   | Mai 1945 Deutscher Minenräumdienst, 28. Dezember 1945 sowj. Beute, Als TL 7 in Dienst, 1966 gestrichen                |
| TF 3    | Deutsche Werft, Hamburg                        | .. .. 1941         | 20. Dezember 1941  | 2. Mai 1945 nördlich Gaarder See gestrandet, gehoben und bei Stolpemünde versenkt                                     |
| TF 4    | Deutsche Werft, Hamburg                        | 27. Juli 1941      | 9. März 1942       | 27. Dezember 1945 sowj. Beute                                                                                         |
| TF 5    | Deutsche Werft, Hamburg                        | .. .. 1941         | 30. März 1942      | 20. Juni 1942 nach Kollision mit F 2 gesunken                                                                         |
| TF 6    | Deutsche Werft, Hamburg                        | 26. September 1941 | 20. April 1942     | 18. Juni 1945 bei Munitionslagerexplosion gesunken                                                                    |
| TF 7    | Deutsche Werft, Hamburg                        | .. .. 1942         | 23. Mai 1942       | 15. Oktober 1945 Deutscher Minenräumdienst, anschl. verschrottet                                                      |
| TF 8    | Deutsche Werft, Hamburg                        | .. .. 1942         | 27. Juni 1942      | 15. Oktober 1945 Deutscher Minenräumdienst, anschl. verschrottet                                                      |
| TF 9    | Nederlandse Scheepsbouw Mij., Amsterdam        | 5. Juni 1943       | 26. Oktober 1943   | 17. September 1945 Deutscher Minenräumdienst, 16. März 1946 sowj. Beute, als TL 6 in Dienst, ca. 1965 gestrichen      |
| TF 10   | Nederlandse Scheepsbouw Mij., Amsterdam        | 10. Juli 1943      | 27. November 1943  | Mai 1945 im Schlepp bei Pillau gesunken                                                                               |
| TF 11   | Nederlandse Scheepsbouw Mij., Amsterdam        | 2. August 1943     | 17. Januar 1944    | 13. August 1944 bei sowj. Luftangriff bei Nidden versenkt                                                             |
| TF 12   | Nederlandse Scheepsbouw Mij., Amsterdam        | 2. Oktober 1943    | 22. März 1944      | Mai 1945 selbstversenkt                                                                                               |
| TF 13   | Rotterdamsche Droogdok Mij., Rotterdam         | 18. September 1943 | 8. Januar 1944     | Mai 1945 selbstversenkt                                                                                               |
| TF 14   | Rotterdamsche Droogdok Mij., Rotterdam         | 10. November 1943  | 4. März 1944       | Mai 1945 selbstversenkt                                                                                               |
| TF 15   | Wilton-Fijenoord, Rotterdam                    | .. .. 1943         | 15. Oktober 1943   | Juli 1945 Deutscher Minenräumdienst, 17. Dezember 1945 sowj. Beute, als TL 3 in Dienst, ca. Juni 1965 gestrichen      |
| TF 16   | Wilton-Fijenoord, Rotterdam                    | .. .. 1943         | 15. Dezember 1943  | Mai 1945 selbstversenkt                                                                                               |
| TF 17   | Wilton-Fijenoord, Rotterdam                    | .. .. 1943         | 24. Februar 1944   | Juli 1945 Deutscher Minenräumdienst, 17. Dezember 1945 sowj. Beute, als TL 4 in Dienst, ca. 1965 gestrichen           |
| TF 18   | Wilton-Fijenoord, Rotterdam                    | .. .. 1944         | 25. Juni 1944      | evtl. 24. November 1944 durch Mine in der Mecklenburger Bucht versenkt, gehoben und 30. November 1944 erneut gesunken |
| TF 19   | Rotterdamsche Droogdok Mij., Rotterdam         | 27. Mai 1943       | 9. Oktober 1943    | Mai 1945 selbstversenkt                                                                                               |
| TF 20   | Rotterdamsche Droogdok Mij., Rotterdam         | 29. Juli 1943      | 19. November 1943  | 1945 US-Beute, September 1945 Deutscher Minenräumdienst, 14. November 1947 US-Marine, anschl. an Niederlande          |
| TF 21   | C. v. d. Giessen & Zn., Krimpen aan den IJssel | 14. Mai 1943       | 21. Oktober 1943   | 18. Juni 1945 Explosion Munitionslager Flensburg, stark beschädigt, ausgeschlachtet und abgewrackt                    |
| TF 22   | C. v. d. Giessen & Zn., Krimpen aan den IJssel | 8. Juli 1943       | 21. Oktober 1943   | 18. Juni 1945 Explosion Munitionslager Flensburg, stark beschädigt, ausgeschlachtet und abgewrackt                    |
| TF 23   | Nederlandsche Dok Mij., Amsterdam              | 3. Juli 1943       | 15. November 1943  | 1945 US-Beute, weiteres Schicksal unklar                                                                              |
| TF 24   | Nederlandsche Dok Mij., Amsterdam              | 14. August 1943    | 5. Februar 1944    | 1945 US-Beute, September 1945 Deutscher Minenräumdienst, 12. Dezember 1945 sowj. Beute                                |